# بری کوردجان
بری کوردجان (انگلیسی: Barry Cordjohn؛ زادهٔ ۵ سپتامبر ۱۹۴۲) بازیکن فوتبال اهل بریتانیا است.
از باشگاه‌هایی که در آن بازی کرده‌است می‌توان به باشگاه فوتبال مارگیت، باشگاه فوتبال چارلتون اتلتیک، باشگاه فوتبال پورتسموث، و باشگاه فوتبال ویمبلدون اشاره کرد.